# سيندي هاوغ
سيندي هاوغ (بالنرويجية البوكمول: Cindy Haug)‏ هي كاتِبة وكاتبة للأطفال وشاعرة نرويجية، ولدت في 28 أغسطس 1956، وتوفيت في 23 أغسطس 2018.